# Enrique Cabrero Mendoza
Enrique Cabrero Mendoza (San Luis Potosí, San Luis Potosí; 8 de febrero de 1956) es un investigador, escritor y funcionario mexicano. Se desempeñó como director general del Centro de Investigación y Docencia Económicas (CIDE) de 2004 a 2012 y como director general del Consejo Nacional de Ciencia y Tecnología (CONACYT) de 2013 a 2018 durante la presidencia de Enrique Peña Nieto, actualmente es Director del Instituto de Investigación en Políticas Públicas y Gobierno en la Universidad de Guadalajara desde 2023.

## Biografía y educación
Estudió la licenciatura en Administración en la Universidad Autónoma de San Luis Potosí titulándose en el año de 1977; posteriormente, en 1980 obtuvo la Maestría en Administración Pública por el CIDE así como el Programa de Perfeccionamiento Pedagógico por el Centre d´Enseignement Supérieur des Affaires, CESA en Francia en 1982. En el 2001 obtuvo su posgrado de Doctorado en Ciencias de Gestión por la Escuela HEC Paris en Francia.

## Trayectoria profesional
Desde los inicios de su carrera, comenzó a trabajar como profesor investigador en diversas instituciones. Fue profesor visitante en la École Normale Supérieure de Cachan, en Francia, en la Universidad de Birmingham de Gran Bretaña y en la Universidad Autónoma de Barcelona en España, entre otras. Además, es miembro del Sistema Nacional de Investigadores del Conacyt, Nivel III. Desde 1982 se desempeñó como profesor-investigador de la División de Administración Pública del Centro de Investigación y Docencia Económicas (CIDE) y en el año del 2004 ocupó el cargo de director de esta División, para, posteriormente ser director de dicho Centro. 
Es miembro de la Junta de Gobierno de la Universidad Nacional Autónoma de México desde septiembre de 2021.
El 22 de septiembre de 2021, el diario "el financiero" publicó una nota en la que indica que la fiscalía general de la república abrió la carpeta de investigación FEM/FEMDO/UEIORPJAM-CDMX/0000222/2021 en su contra por el presunto desvío de 50 millones de pesos otorgados al Foro Consultivo Científico y Tecnológico. Se le acusa de peculado, operación con recursos de procedencia ilícita, y delincuencia organizada. El mismo 22 de septiembre de 2021, un juez rechazó girar las órdenes de aprensión que había solicitado la FGR en su contra, por considerar que los hechos imputados no se corresponden con los delitos que se atribuyen, quedando absuelto. Muchos diarios consideraron esto como una fabricación de delito por parte de la opaca y mala gestión que ha tenido el Fiscal Alejandro Gertz Manero en la FGR
El 17 de abril de 2024 un tribunal federal canceló en forma definitiva la investigación contra Enrique Cabrero Mendoza y contra otros 11 académicos, por las aportaciones de 244 millones de pesos que el organismo hizo al Foro Consultivo, Científico y Tecnológico (FCCyT). 
El fallo tiene efectos de "sentencia absolutoria", porque pone fin, no sólo al procedimiento judicial, sino también a la carpeta de investigación, lo que implica que ya no puede haber una nueva persecución por el mismo expediente.
En 2023 recibe la Distinción como "Investigador Nacional Emérito", por el Sistema Nacional de Investigadores.
Actualmente es Director del Instituto de Investigación en Políticas Públicas y Gobierno en la Universidad de Guadalajara desde 2023.

## Otros cargos
En 2011 recibió la insignia de Caballero en la Orden de las Palmas Académicas del embajador de Francia en México en reconocimiento a su trayectoria profesional en el ámbito académico y de la administración pública.
Es fundador de la revista Gestión y Política Pública del CIDE, fundador del Premio Gobierno y Gestión Local que lleva a cabo el CIDE anualmente. Autor de diversos libros y artículos en temas de descentralización y gobiernos locales.
Entre sus publicaciones más recientes se encuentran El Federalismo en los Estados Unidos Mexicanos, Acción pública y desarrollo local editado por el Fondo de Cultura Económica y, el libro El diseño institucional de la política de ciencia y tecnología en México hecho en coautoría con Sergio López Ayllón y el Diego Valadés Ríos, publicado por el CIDE y el Instituto de Investigaciones Jurídicas de la UNAM.